# 柯南秀

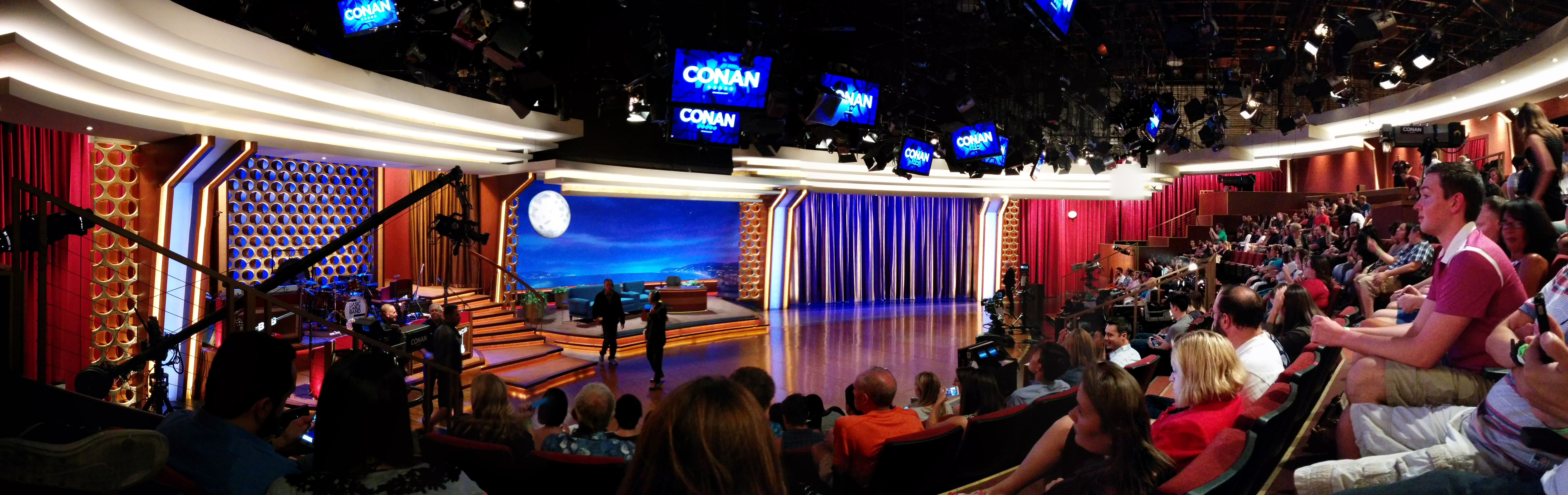
《柯南秀》的录制现场

《柯南秀》（英語：Conan）是一档美国晚间娱乐节目，每周一至周四在TBS播出。《柯南秀》于2010年11月8日开播，由脱口秀主持人柯南·奥布莱恩主持。他此前曾主持NBC的《柯南·奥布莱恩深夜秀》长达16年，后又担任《柯南·奥布莱恩今夜秀》的主持人，直至杰·雷诺于2009年9月开播《杰·雷诺秀》，引发2010年今夜秀「撞车」。节目形式是传统的深夜脱口秀，柯南总能从近期的新闻、政坛人物和杰出人士以及节目本身中挖掘出笑料。节目通常以柯南·奥布莱恩就最近的新闻热点的独白，或是与搭档安迪·里希特的频繁交流开场。接下来就是与来自演艺界、音乐家、媒体界和政界人物的嘉宾的访谈，最后以音乐或是喜剧表演收场。
2010年1月，NBC宣布将《杰·雷诺秀》从晚上十点档的黄金时间调整至《今夜秀》的时间段播出，柯南因不同意时段调整与NBC发生争执。1月中旬NBC宣布与奥布莱恩签订了4500万美元的离职合同，从而断绝与柯南的关系。其年四月，柯南举办了名为《在电视上被谕令禁止耍宝》的喜剧巡演，巡演的灵感很大程度上来源于在 NBC 深夜档冲突。柯南·奥布莱恩在巡演首日宣布了 11月加盟 TBS 的消息。来到TBS，《柯南秀》于周一到周四晚上11:00（美国东部时间）播出。喜剧演员安迪·里希特继续担任奥布莱恩的副主持兼节目报幕员。柯南的驻场乐队为吉米·维维诺和有线电视乐队。
2017年5月17日，TBS宣布该节目规划至2022年，但节目形式可能略有改动。2018年6月，柯南·奥布莱恩在接受Vulture专访表示， 2019年起节目内容会更加注重喜剧，并将砍掉音乐表演且仅保留一位嘉宾访谈。
2020年11月17日，奧布萊恩宣佈《柯南秀》將在第十季後結束，此後他會在華納媒體的隨選視訊服務平台HBO Max製作每週一次的「綜藝節目」。2021年6月24日，《柯南秀》的75分鐘最後一集在TBS上播放。

## 节目形式
2010年至2018年，《柯南秀》遵循《柯南今夜秀》和《深夜秀》期间确立的六段模式。每期时长含广告60分钟。通常由两位名人接受采访，随后是音乐表演或单口喜剧。访谈嘉宾来自各行各业，有演员、音乐人、作家、运动员和政客等等。每集录影于太平洋标准时间下午4:30开始，在此之前是从下午1点持续到3点的排练。

### 开头
节目由 安迪·里希特 报幕当晚节目内容，包括嘉宾、音乐表演或喜单口剧表演、驻场乐队以及主持人 柯南·奥布莱恩。开播之初，各期《柯南秀》都会有独立的副标题，并由 安迪 在片头结尾报出。初代的片头有老式悬疑广播剧、电视剧的风格。初代片头在2014年年初被替换。片头由曾参与《在电视上被谕令禁止耍宝》的罗布·阿什制作，还有《今夜秀》的高级编辑有丹·多姆和运动图像编辑师埃里克·麦克盖洛维。片头经过了多次打磨，最终版本的灵感来自备受柯南赞赏的平面设计师索尔·巴斯。阿什形容片头设计过程利用“手工纸的有机纹理，将其浸泡在小苏打中，最后用Photoshop点亮”。

### 独白
每一集，奥布莱恩都以当前新闻报道及问题的独白开场，有时伴有剪辑和简单的小品。除了奥布莱恩和里希特，偶尔也会和观众互动。

### 喜剧
独白伴有一个或多个小品。獨白後是一些戲劇（例如影片剪輯）。继首个商用突破后，越来越多的喜剧小品出现在办公区里。一些小品原先只出现一次，也有例外的小品在第一位和第二位嘉宾登场之间播放。

## 历史

### NBC深夜档冲突

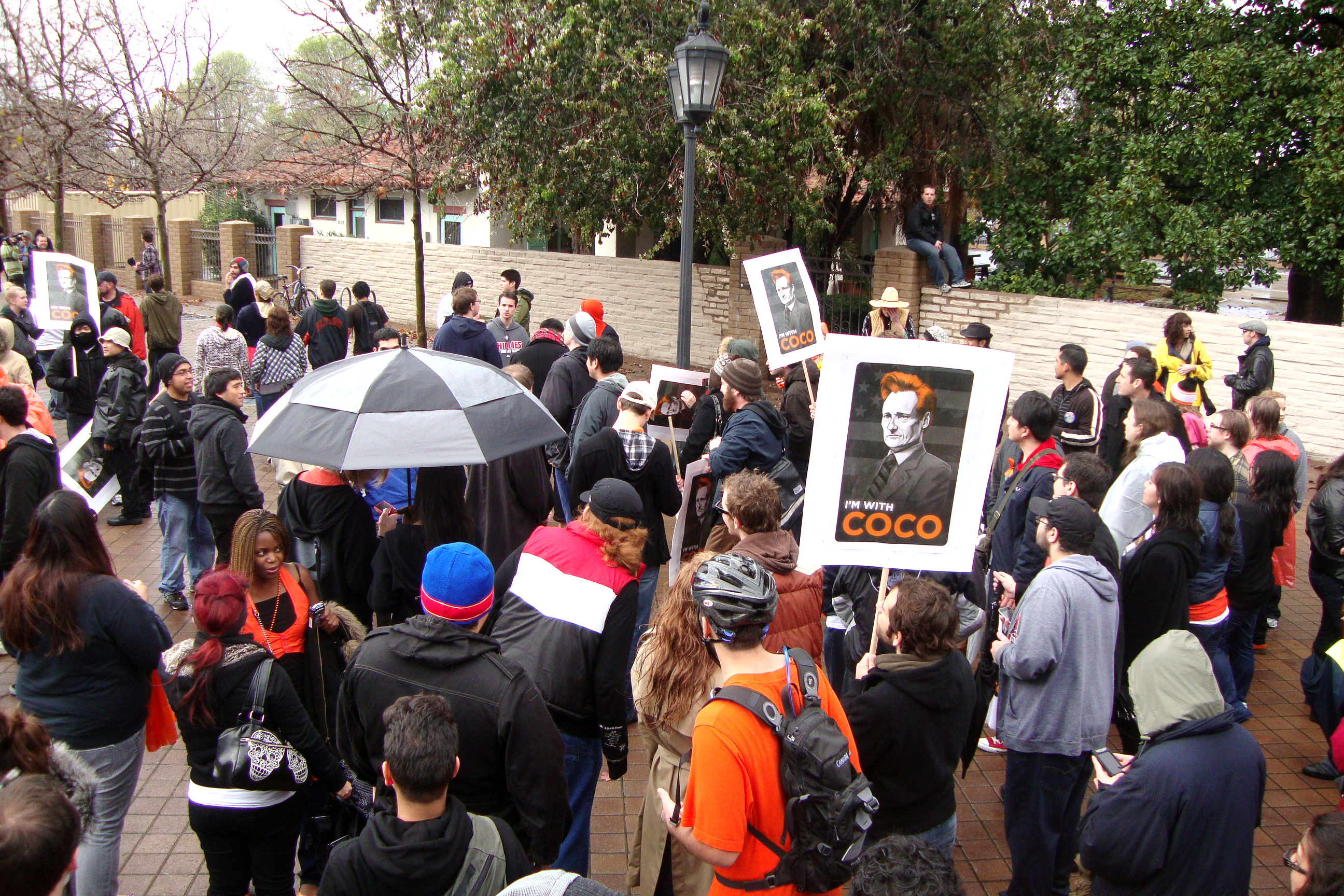
奥布莱恩的支持者们在洛杉矶环球影城外集会

2004年9月27日，NBC 宣布柯南·奥布莱恩将于2009年接替主持今夜秀17年杰·雷诺。奥布莱恩称，若他五年内没有接替雷诺，就离开电视台。翌日的今夜秀上，雷诺表示，电视台做出了前所未有的举动，將他在五年后解雇。雷诺亦称奥布莱恩是“最适合这份工作的人”。然而在2008年，多项报告显示雷诺仍是该时段的收视冠军，离职计划不得不重新考虑。雷诺的最后一期《杰雷诺今夜秀》在2009年5月播出，并宣布他将在 NBC 主持一档全新的脱口秀节目《杰·雷诺秀》，该节目的时段位于《今夜秀》和地方台新闻节目之前的十点黄金档。该节目于2009年9月14日晚上10:00开播，后于2010年2月9日停播。。2010年1月7日，多家媒体报道称，自2010年3月起，《杰雷诺秀》将压缩时长至三十分钟，播出亦将调整到《柯南今夜秀》的播出时段，《柯南今夜秀》则顺延至 12:05 播出。。NBC称《柯南今夜秀》的收视率不及 CBS 同时段脱口秀节目 大卫·莱特曼深夜秀。但人们普遍认为，《柯南今夜秀》的收视不尽人意，是杰的引入效果导致的。《柯南今夜秀》在开播首日曾创造高达两千万的收视人次，后逐渐走低，但至该年11月份收视情况逐渐好转。奥布莱恩与 NBC 签订的合同规定，NBC可在没有利益损害的前提下，将节目移至深夜12:05播出，但该规定仅适用于NBC体育深夜播出温布尔登网球公开赛和美国高尔夫球公开赛的回放。留给柯南的不是明显的追索权，而是辞职。。
经过两个星期的谈判后，2010年1月21日，柯南与 NBC 以4500万美元解约。。作为NBC 协议的一部分，柯南被禁止在互联网、电视或电台上表演，直至9月1日。在此期间，柯南也不被允许发表关于事件NBC和雷诺的负面评论。柯南在 NBC 期间创造的某些知识产权作品，包括角色、喜剧片，全数归属 NBC 所有，所有的老节目片段和喜剧角色不能在未经允许的情况下在《柯南秀》中出现。NBC环球电视娱乐董事长杰夫·盖斯普指出，尽管谈判还没有开国，但他们希望“柯南安好”。。直至2013年，没有NBC的干预，奥布莱恩的许多旧段子却以另一种手段再次出现。

### 喜剧巡演“在电视上被谕令禁止耍宝”

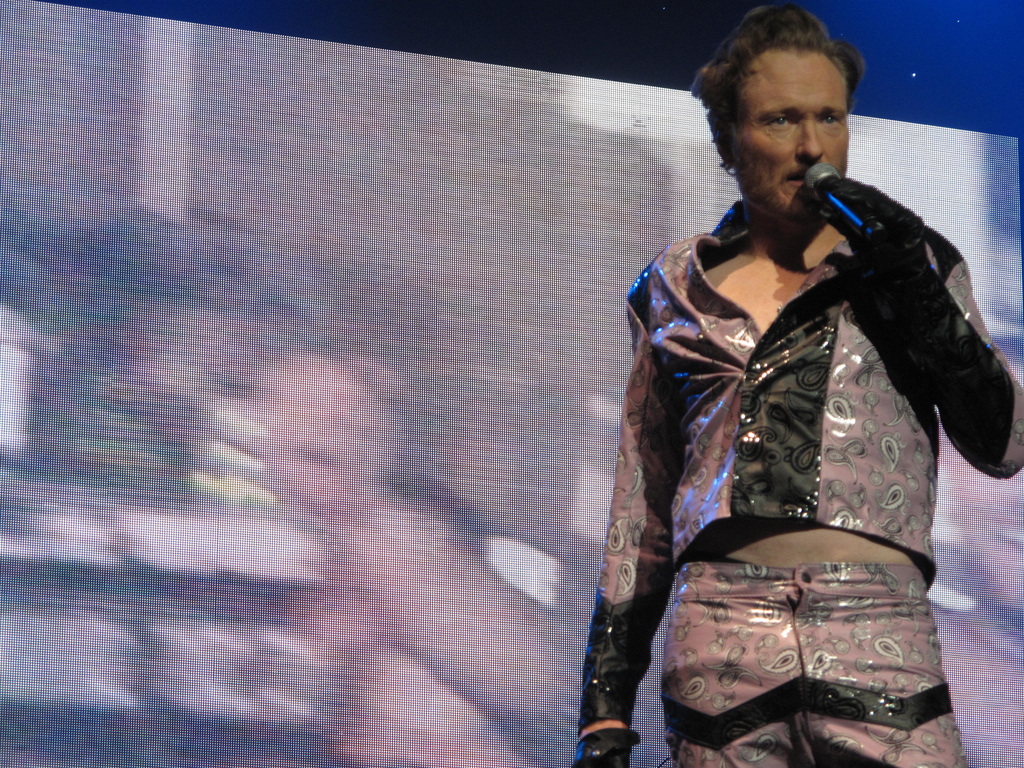
柯南在巡演中反串艾迪·墨菲

离开 NBC 后，奥布莱恩开通Twitter帐号，用来探索新的喜剧媒介。2010年3月11日，奥布莱恩在Twitter上宣布，开启名为《法律禁止在电视上玩幽默》的30城现场巡演。消息公布数小时后，数个地点的门票售罄，为满足需求又加开场次。巡演于2010年4月12日在俄勒冈州尤金市开始，2010年6月14日在佐治亚州亚特兰大结束，用上了《深夜秀》和《今夜秀》的诸多元素，其中包括视频剪辑、相声表演和客串登场名人。奥布莱恩开玩笑称因受到NBC的法律限制，为了避免官司，要把“自我取悦的熊猫”改名为“自慰的熊猫”。音乐贯穿了整场演出，包括热门迪斯科单曲《我会活下去》和《重踏征途》（On the Road Again）。喜剧演员雷吉·瓦特为奥布莱恩的巡演作开场表演。

### 移师TBS

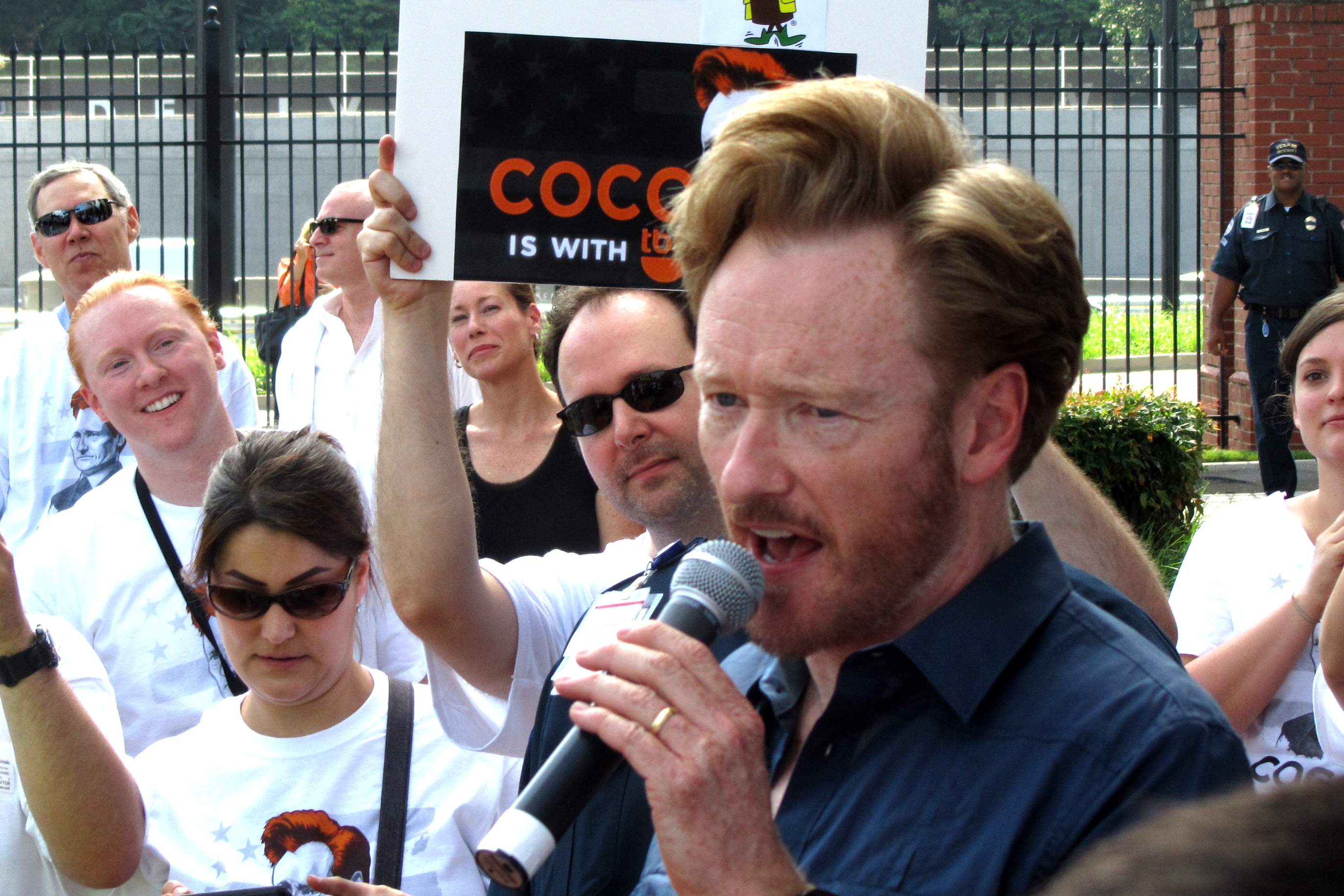
2010年6月柯南·奥布莱恩与亚特兰大的TBS电视台总部的集会支持者会面

巡演启动前不久，奥布莱恩宣布与有线电视台TBS签署协议，从2011年11月起，主持一档深夜品牌脱口秀节目。协议被公布前，奥布莱恩对此举持保留态度。一旦成行，喜剧演员乔治·洛佩兹的节目《洛佩兹今夜秀》就要延迟至午夜播出。NBC想要让柯南学洛佩兹的有效方式。然而，洛佩兹据说奥布莱恩和这一举措感到兴奋。洛佩兹随后表态，“我想不出有什么比得上柯南来引入我的节目......这是深夜喜剧新时代的开始。”特纳广播公司在官方新闻稿表示，跟奥布莱恩才谈判了一个星期，就正式宣布节目。特纳娱乐网络公司总裁史蒂夫·库宁评论该公告称，“柯南一直是一代人的喜剧之音。TBS有着年轻喜剧爱好者的庞大观众群体，柯南的节目无疑会给这些粉丝更多观看我们电视的理由。”
在这笔交易的声明中，奥布莱恩表示：“这三个月，我经历了从网络电视台到Twitter再到剧院现场演员，现在我要去有线电视台了。我的计划是完美的工作。”奥布莱恩的制作公司Conaco，据称拥有所有演出的权利。除节目公告，TBS还制作了一小时特别节目，请来《柯南秀》的编剧，及参与奥布莱恩巡演的喜剧演员雷吉瓦。该节目于2010年6月27日，而《柯南秀》直到11月初才开播。此外，在节目准备方面，全天候的“直通柯南秀”于2010年10月20日成立，“LaBamba”里奇·罗森博格等《柯南秀》一众主创亮相。2010年11月1日，播出奥布莱恩办公室的简短在线直播“零距离”。除了奥布莱恩、现场乐队成员杰里·维维诺和安迪·里希特担任主持人。有几位嘉宾主持了该节目，包括演员吉姆·帕森斯和独立摇滚乐队钢铁火车，共持续4分钟51秒。
开播前两周，一艘橙色的《柯南秀》飞艇进一步宣传节目。亚特兰大蓝天事务所设计曾于2010年美国职棒大联盟季后赛上，为TBS提供空中飞艇镜头。该飞艇已纳入《柯南秀》草图，包括插科打诨时，加里·布斯伴随飞艇在南加州出现，让柯南懊恼不已。

### 首播
首期《柯南秀》“咩咩敲诈”，于美国东部时间2011年11月8日晚上11点开播。首位嘉宾是华盛顿州莱温芙丝镇胡桃夹子博物馆馆长阿琳·瓦格纳。透过奥布莱恩官网TeamCoco.com上的粉丝民意调查，瓦格纳被选为首位嘉宾。其他候选者包括罗马教皇本笃十六世、俄罗斯总统弗拉基米尔·普京、表演者贾斯丁·比伯和Lady Gaga及演员杰克·尼尔科森等。瓦格纳短暂露面后，喜剧演员塞斯·罗根和女演员丽亚·米雪儿登场，接着杰克·怀特表演歌曲《Twenty Flight Rock》。演员乔恩·哈姆以AMC电视剧广告狂人角色唐·德雷珀登场。CNN脱口秀节目《拉里金现场》主持人拉里·金作冷场演出。喜剧演员里奇·格威斯向柯南传递了他对新节目的祝福（事先消音），然而为日后的失业表示哀悼。
首播获得电视评论家积极评价，“是档宽松且更诡异的深夜脱口秀节目，但终究是深夜脱口秀。”《时代》的詹姆斯·波尼沃兹称节目让人愉快，还拿它跟奥布莱恩时期的《深夜秀》作比较。但他而后表示，“带来的信息，总体上......是《柯南秀》并未完全展示脱口秀节目形式的再创造。他做的是一档被NBC封杀的深夜脱口秀节目。”他赞扬了开头独白及柯南与杰克·怀特在结尾处的表现。美联社的弗雷泽·摩尔称节目“时髦地继承柯南主持《今夜秀》时来之不易的经验教训”，承认奥布莱恩在节目中的表现“辛辣得舒服”。《娱乐周刊》的肯·塔克赞赏手淫熊的客串，从而称节目“令人愉快，给人留下点深刻印象”。但《人物》的汤姆·盖里托指责节目“谦虚、低调而略显尴尬”。

### 曾用片场
- 2011年10月31日–11月3日：于纽约灯塔剧院摄制，嘉宾包括吉米·法伦、休·杰克曼、马修·布罗德里克、路易·C·K[44]；
- 2012年7月11日–14日，于芝加哥剧院拍摄，是TBS嘻笑节的一部分，嘉宾包括杰克·麦克布瑞尔、安迪·萨姆伯格、约翰尼·盖尔克奇、亚当·桑德勒[45]；
- 2013年4月1日–4日，于亚特兰大The Tabernacle（英语：The Tabernacle）剧院录制，与举办NCAA四强赛的乔治亚巨蛋仅几个街区之遥。嘉宾包括塞斯·罗根、保罗·路德、史蒂文·连和查尔斯·巴克利[46]；
- 2014年3月31日–4月3日，于达拉斯庄严剧院录制，碰上NCAA四强赛。嘉宾包括德克·诺维茨基、亚当·桑德勒、塞斯·罗根、查尔斯·巴克利和西蒙·黑尔贝格[47]；
- 2015年7月8日–11日，圣地亚哥国际漫画展期间，于加利福尼亚州聖地牙哥斯普雷克尔斯剧院（英语：Spreckels Theatre）录制，配合圣地亚哥国际漫画展。嘉宾包括伊莱贾·伍德、珍妮佛·勞倫斯、喬許·哈卻森和彼得·卡帕尔蒂[48]；
- 2016年7月20日–24日，圣地亚哥国际漫画展期间，于加利福尼亚州聖地牙哥斯普雷克尔斯剧院（英语：Spreckels Theatre）录制，嘉宾包括《绿箭宇宙》演员、威尔·阿奈特和《权力的游戏》剧组[48]；
- 2016年10月31日–11月3日，于哈莱姆阿波罗剧院录制[48]；
- 2017年7月19日–23日，连续第三年配合圣地亚哥国际漫画展做节目，于加利福尼亚州聖地牙哥斯普雷克尔斯剧院（英语：Spreckels Theatre）录制，嘉宾包括《光靈》、《邪恶力量》、《金牌特務：機密對決》、《樂高旋風忍者電影》和《权力的游戏》剧组[49][50]；
- 2017年11月6日–9日，于哈莱姆阿波罗剧院录制；
- 2018年7月18日–22日，第四年配合圣地亚哥国际漫画展做节目，于加利福尼亚州聖地牙哥斯普雷克尔斯剧院（英语：Spreckels Theatre）录制，嘉宾包括《絕命毒師》、《終極戰士：掠奪者》、《異裂》和《水行俠》剧组；
- 2019年7月17日–20日，第五年配合圣地亚哥国际漫画展做节目，于加利福尼亚州聖地牙哥斯普雷克尔斯剧院（英语：Spreckels Theatre）录制，嘉宾包括《牠：第二章》剧组、湯姆·克魯斯[51]、《美眉校探》剧组、奥兰多·布鲁姆、《嘉年華大街》主演卡拉·迪瓦伊[52]、馬克·漢米爾、托馬斯·米德蒂奇、杰弗里·迪恩·摩根、諾曼·李杜斯、克里斯汀·沙爾、本·施瓦茨和伊薩克·亨普斯特德·懷特[53]。

## 收视率
根据次日的尼尔森收视率，《柯南秀》的首播吸引了410万观众，领衔所有深夜脱口秀节目，观众数是《每日秀》和喜剧中心《科尔伯特报告》等直接对手的三倍以上。在18-49岁的观众层中，3285000名观众给节目带来2.5的收视率，其中有18-34岁的成年观众。但收视率在当周出现下降，2010年11月11日星期四仅有202万观众。第四集在18-34岁和18-49岁的观众层中，依然超越其他脱口秀，然而，仅有98万和136.1万成年观众。首周的观众平均年龄为32，比《今夜秀》和CBS的《晚间秀》显著年轻。节目还在加拿大喜剧电视网午夜时段首播，吸引17.1万观众，次日凌晨1点CTV的重播吸引了30.2万观众。
节目第二周的尼尔森收视率依然存在一致，峰值出现在2010年11月16日，有184万观众。当周平均观众数为170万人，18-49岁观众层收视率为1.0。2010年12月13日-17日，节目的每周尼尔森隔夜收视率出现落后，平均观众仅有130万，比NBC的《今夜秀》（420万）、CBS的《深夜秀》（360万）、ABC的《吉米·坎摩尔直播秀》（160万）和喜剧中心的《乔恩·斯图尔特每日秀》（160万）要落后。
2011年1月，TBS台节目负责人迈克尔·怀特表示，节目“以预期空降。收视数据让柯南有了制作节目的动力。”
2011年6月，节目收视率首次下跌至第四位，落后于《每日秀》、《科尔伯特报告》、《切尔西·汉德勒深夜秀》，平均共吸引74.3万观众，而《切尔西深夜秀》有80.8万观众。18到49岁的观众层平均收视人数50.3万人，而《切尔西》为55.9万。
伴随《洛佩兹今夜秀》的取消，特纳娱乐的史蒂夫·库宁表示“无法与《柯南秀》或是柯南·奥布莱恩和他的团队融洽相处”，称“柯南秀已经赢得年轻观众的绝对青睐。”
2011年8月，TBS以400万美元一集购得《生活大爆炸》联播权，每周三个晚上作为《柯南秀》的前奏。库宁接受《华尔街日报》采访时表示：“奥布莱恩的节目展示出我们台的头牌和核心。”
2012年3月，据透露《柯南秀》比其他深夜节目吸引的拉美裔观众要多。
2014年5月14日，TBS表示节目已规划至2018年。
2013年1月到10月，《柯南秀》从每位观众的身上获取6740万美元广告费，观众年龄比CBS、NBC、ABC、喜剧中心和E!要年轻。2013年收视人数为80.8万，比2012年的91.4万同比下降。节目在城市中低收入人群中收视率颇高。有鉴于此，许多节目的广告商常用《柯南秀》牵线搭桥。

## 制作

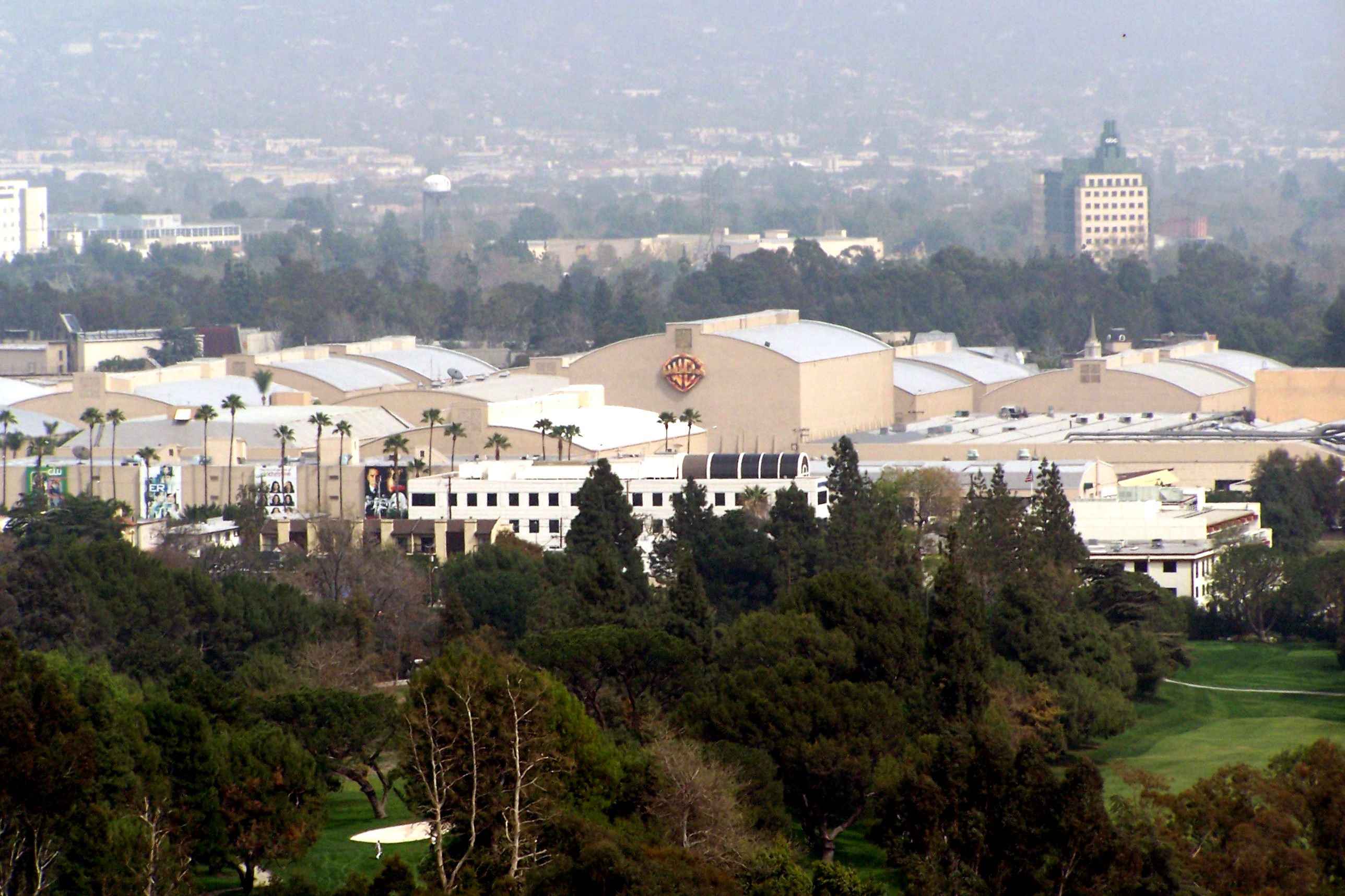
节目录制地点加利福尼亚州伯班克华纳兄弟片场第15号舞台。

2010年5月16日，柯南宣布在加利福尼亚州伯班克的华纳兄弟片场第15号舞台推出新的节目，该声场曾拍摄过《珍妮的遭遇》、《欢乐音乐妙无穷》、《闪亮的马鞍》、《捉鬼敢死队》和《罗汉三部曲》。
柯南明确了到目前为止作出的不重用先前《深夜秀》或《今夜秀》任何员工的努力，尽管该决定有点艰难，制作团队亦不确定还有没有正在创作的小品。然而，上周在CNN接受拉里·金采访时，他曾表示有朝一日可能会带回某些元素。事实上，柯南曾带回带回一些他和写手们在NBC时期创作过的一些短剧和角色，这些在以前很少用到。这些角色和短剧包括手淫熊（The Masturbating Bear）、贱狗（Triumph）、漫画狗（Insult Comic Dog）、名人调查（Celebrity Survey）、《加高历险记》采访（Clutch Cargo interviews）和从《深夜秀》的小品“它们交配了”（They Mated）更名的“他们合体了”（They Melded）。
节目播出前夕，柯南和里希特接受采访时表示，节目在所迎合的内容和素材方面，将比《今夜秀》更为代表《深夜秀》，意味着前卫或可疑内容将被枪毙，播出时间提前对TBS而言不再是问题。2010年7月12日马克·马龙的WTF上，安迪·里希特表示，他们再也不用“担心辜负这个受人尊重的老字号”，某些出自《今夜秀》的小品因让人感到厌倦会被剪掉，“再也不用担心这个问题的感觉太爽了。”2010年旧金山喜剧小品节表演期间，柯南告诉观众，自己对“扩大”观众人数“不再感兴趣”或是试图迎合所有年龄段观众的口味，进一步暗示内容不会被淡化主题。由于节目是有线播出的，节目在脏话和更加新鲜材料等明确内容方面的限制会更少。
2010年9月1日，柯南正式透过Youtube视频公布新节目的名字为简单的《柯南》，采用改名字需要野蛮人柯南系列的持有者柯南国际实业的同意，公司拥有的“Conan”商标涵盖特定电视剧。
节目播出前，有人指出节目的布景由柯南以前的布景师约翰·夏弗纳设计，他从法律禁止之旅中得到启发，采用了比以往的节目更为“剧院化”的外观。夏弗纳向节目的总管表示，“你会找到喜欢的布景，然后自己去制造，让它有点接地气，有点正气，有点坚挺......但却不能太过严肃，每次客人们坐下来会说，“哦，椅子太硬了。”布景的其他部分被说成是“充满了温暖的木质色调和蓝色电子屏幕”，相比《今夜秀》现在用的布景有点平庸。新布景有几处变动，包括远程控制的月亮、改造成一片巨大蓝色海岸的背景。此外，曾在《今夜秀》担任七个月的幕后播报员的安迪·里希特，变成了在柯南采访名人时出现在主舞台上。

## 乐队
柯南的长期乐队，最初叫麦克斯·温伯格七人组，随后是今夜秀乐队，再后来是柯南巡演期间的法律禁止乐队，均由长期吉他手吉米·维维诺带领。乐队由长号里奇·罗森伯格、键盘手斯科特·希利、贝斯迈克·梅里特、小号马克·彭德和木管杰瑞·维维诺组成。乐队搬到洛杉矶为《今夜秀》表演，随后第八位成员打击乐詹姆斯·沃尔姆沃斯加入。麦克斯·韦恩伯格自1993年起担任奥布莱恩的领队和鼓手，但未在新节目中亮相。温伯格没有参与法律禁止之旅，他参与TBS新节目的可能性贯穿2010年的大部分时间，他的决定受2010年2月心脏大手术的影响，事实上甚至在《今夜秀》时期，他的家人曾为离开家乡新泽西州，这两个问题2010年10月接受采访时才透露。打击乐詹姆斯·沃尔姆沃斯经常在直播时担任温伯格的替补，作为乐队的永久鼓手。
温伯格退出后，柯南试图重置节目的片头曲。接受《纽约杂志》采访时，柯南表示希望打造以前的《深夜秀》和《今夜秀》的结合物，最终为节目推出新的标志性音乐。新的主题曲由领队吉米·维维诺和柯南本人谱写。尽管沿用霍华德·肖和约翰·卢瑟尔以前写的主题曲没有明显的版权问题，但表示需要过渡至新的组分，感觉像是做了正确的事情......这种感觉像是‘让我尝试做点新鲜的事。’我写了这个主题曲十七年了，它的感觉，你知道吗？让我们弄点新意，试图作出改变。”然而，此前NBC节目的片尾曲被保留，只是稍微改变了形式。

## 奖项
| 年份 | 大奖                 | 奖项                                        | 结果 |
| ---- | -------------------- | ------------------------------------------- | ---- |
| 2011 | 第63届黄金时段艾美奖 | 最佳綜藝/音樂/喜劇節目                      | 提名 |
| 2011 | 第63届黄金时段艾美奖 | 综艺/音乐/喜剧特别节目最佳编剧              | 提名 |
| 2011 | 第63届黄金时段艾美奖 | 综艺/音乐/喜剧特别节目最佳灯光设计/灯光指导 | 提名 |
| 2011 | 第63届黄金时段艾美奖 | 创意互动媒体成就奖                          | 提名 |
| 2012 | 第64届黄金时段艾美奖 | 创意互动媒体成就奖                          | 獲獎 |